# Jamie Bourke
Jamie Bourke (* 23. Mai 1991 in Melbourne) ist ein australischer Eishockeyspieler, der zwischen 2011 und 2019 bei den Melbourne Mustangs in der Australian Ice Hockey League unter Vertrag stand.

## Karriere
Jamie Bourke begann seine Karriere als Eishockeyspieler in seiner Heimatstadt bei Melbourne Ice, für das er von 2007 bis 2010 in der Australian Ice Hockey League auflief. Sein größter Erfolg mit den Ice war der Gewinn des Goodall Cups, der australischen Meisterschaft, in der Saison 2010. Für die Melbourne Ice erzielte er in drei Spielzeiten in 56 Spielen zwölf Tore und gab 22 Vorlagen. Ab der Saison 2011 spielt der Nationalspieler für den Liganeuling Melbourne Mustangs. 2014 konnte er mit den Mustangs erstmals in dessen Klubgeschichte den Goodall Cup gewinnen.

### International
Für Australien nahm Bourke erstmals an der Weltmeisterschaft der Division II 2010 teil. Dabei erzielte er in fünf Spielen drei Tore und gab eine Vorlage. Zudem war er als Assistenzkapitän für sein Heimatland bei der U20-Weltmeisterschaft der Division II 2011 aktiv.

## Erfolge und Auszeichnungen
- 2010 Goodall-Cup-Gewinn mit den Melbourne Ice
- 2014 Goodall-Cup-Gewinn mit den Melbourne Mustangs